# Biedermeier

Der Sonntagsspaziergang, pictură de Carl Spitzweg, o reprezentare picturală tipică a perioadei Biedermeier (1841)

Perioada Biedermeier a fost o epocă și un stil artistic și cultural, predominant în Europa Centrală, între 1815 și 1848, în care clasa de mijloc a crescut sensibil în număr, iar artele au apelat la sensibilitățile comune.
Perioada Biedermeier a început cu Congresul de la Viena, din 1815, care a încheiat și consemnat sfârșitul Războaielor Napoleoniene și s-a încheiat odată cu debutul Revoluțiilor din 1848. Chiar dacă termenul în sine derivă dintr-o referință literară din perioadă, este folosit constant, mai ales pentru stilurile artistice care au înflorit în domeniile literaturii, muzicii, artelor vizuale și designului interior. A influențat sensibil stilurile artistice ulterioare, în special cele cu origini în Viena.

## Context

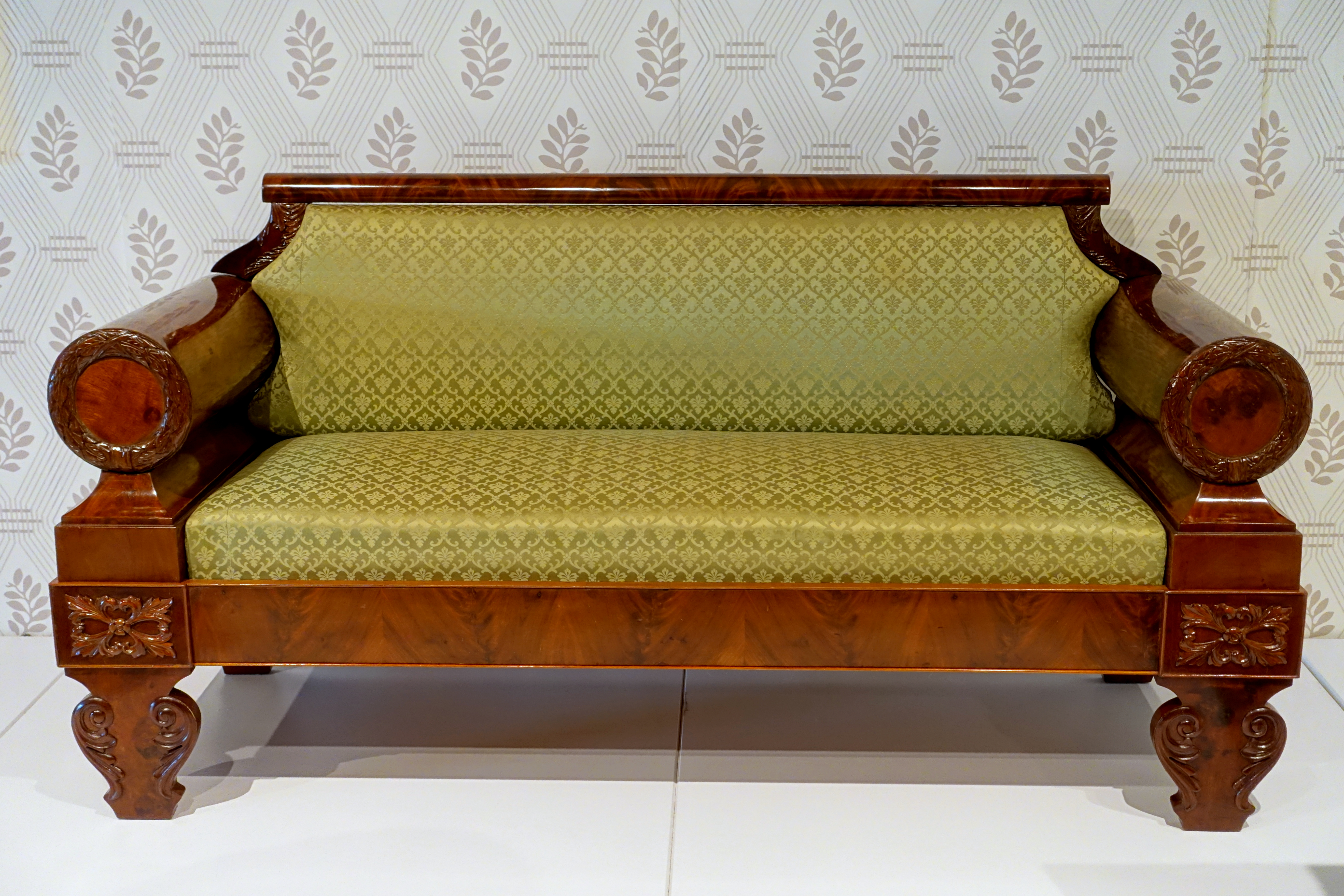
Canapea austriacă biedermeier, circa 1815-1825, mahon, tapițerie (nu originală), Muzeul de Arte Frumoase din Montreal (Montreal, Canada)

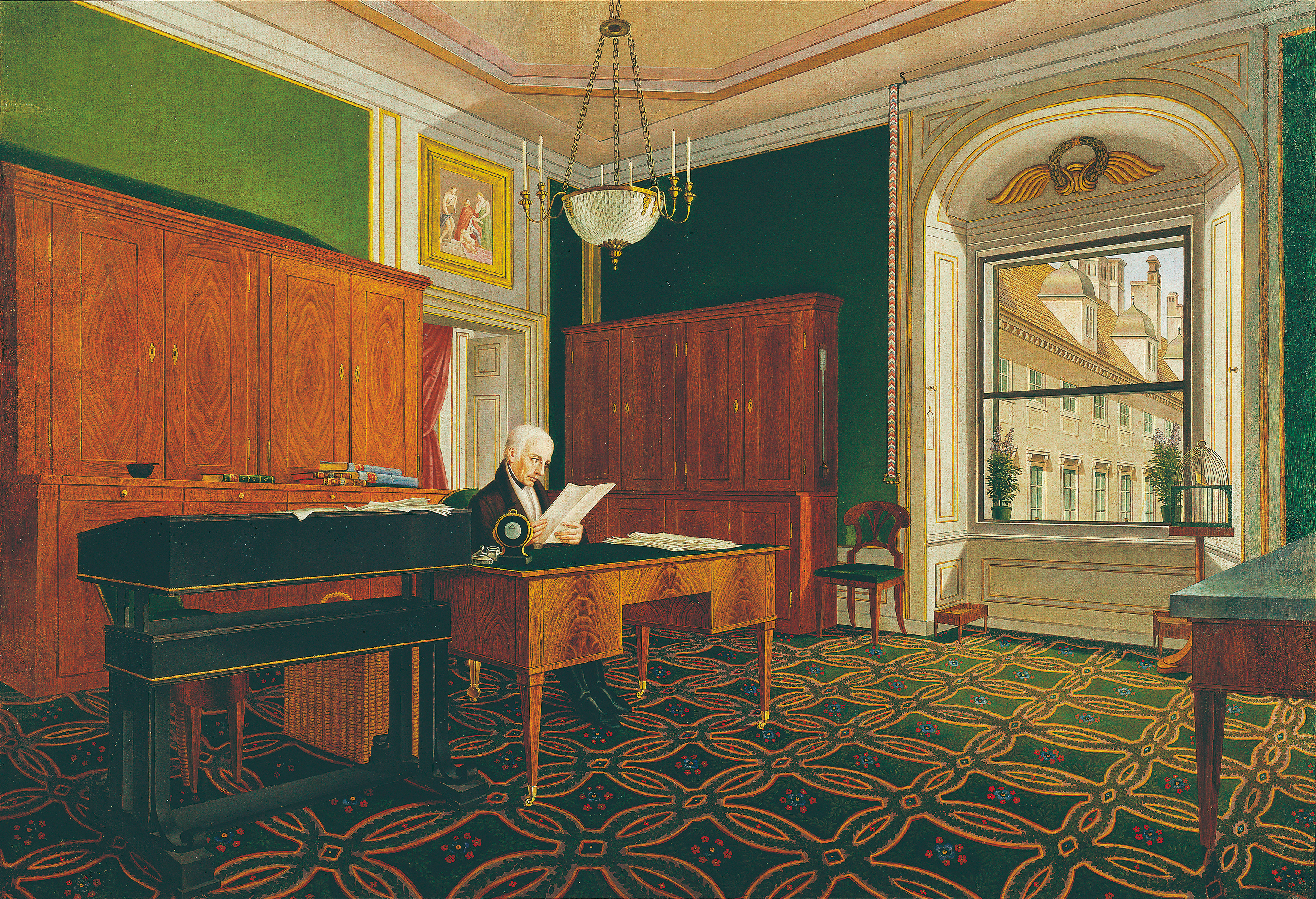
Împăratul Francisc I al Austriei în biroul său din Palatul Hofburg. Interiorul e în stilul biedermeier. Concertul European, asigurat de cancelarul austriac și ministrul de externe Klemens von Metternich, a permis perioada de pace în care s-au dezvoltat sensibilitățile de tip biedermeier

Perioada biedermeier nu se referă la epocă în ansamblu, ci la o anumită dispoziție și un set de tendințe care au apărut din bazele unice ale perioadei în Europa Centrală. Au existat două forțe motrice pentru dezvoltarea perioadei. Una dintre ele a fost urbanizarea și industrializarea în creștere, care au dus la o nouă clasă de mijloc urbană, care a creat un nou tip de public pentru artă. Cealaltă a fost stabilitatea politică predominantă sub Klemens von Metternich după sfârșitul Războaielor Napoleoniene și Congresul de la Viena. Efectul a fost ca artiștii și societatea în general să se concentreze asupra nivelului intern și (cel puțin în public) asupra nonpoliticii.  Scriitorii, pictorii și muzicienii au început să rămână pe un teritoriu mai sigur, iar accentul pus pe viața casei pentru clasa de mijloc în creștere a însemnat o înflorire a designului de mobilâ și a decorării interioarelor.

## Literatura
Termenul „biedermeier” a apărut prima dată în cercurile literare sub forma unui pseudonim, Gottlieb Biedermaier, folosit de medicul de țară Adolf Kussmaul și avocatul Ludwig Eichrodt în poeziile publicate de duo în săptămânalul satiric Fliegende Blätter din München în 1850.
Versurile au parodiat oamenii epocii, și anume Samuel Friedrich Sauter, un profesor de școala primară și un fel de poet amator, ca depolitizat și mic-burghez. Numele a fost construit din titlurile a două poezii - „Biedermanns Abendgemütlichkeit” (Confortul de Seară al lui Biedermann) și „Bummelmaiers Klage” (Plângerea lui Bummelmaier) - pe care Joseph Victor von Scheffel le publicase în 1848 în aceeași revistă. Ca o etichetă pentru epocă, termenul a fost folosit din jurul anului 1900.
Datorită controlului strict al publicării și al cenzurii oficiale, scriitorii biedermeier s-au preocupat în primul rând de subiecte nonpolitice, cum ar fi ficțiunea istorică și viața la țară. Discuțiile politice se limitau de obicei la casă, în prezența prietenilor apropiați.
Poeții tipici biedermeier sunt Annette von Droste-Hülshoff, Adelbert von Chamisso, Friedrich Halm, Eduard Mörike și Wilhelm Müller, ultimii doi având decoruri muzicale bine cunoscute de Hugo Wolf și Franz Schubert. Adalbert Stifter a fost un romancier și scriitor de nuvele a cărui operă a reflectat și preocupările mișcării biedermeier, în special cu romanul său, Der Nachsommer. După cum a spus istoricul Carl Emil Schorske, „Ca să ilustreze și să propage conceptul său de Bildung, compus din pietatea benedictină a lumii, umanismul german și convenționalitatea biedermeier, Stifter a dat lumii romanul său Der Nachsommer”.

## Designul de mobilă și decorarea interioarelor

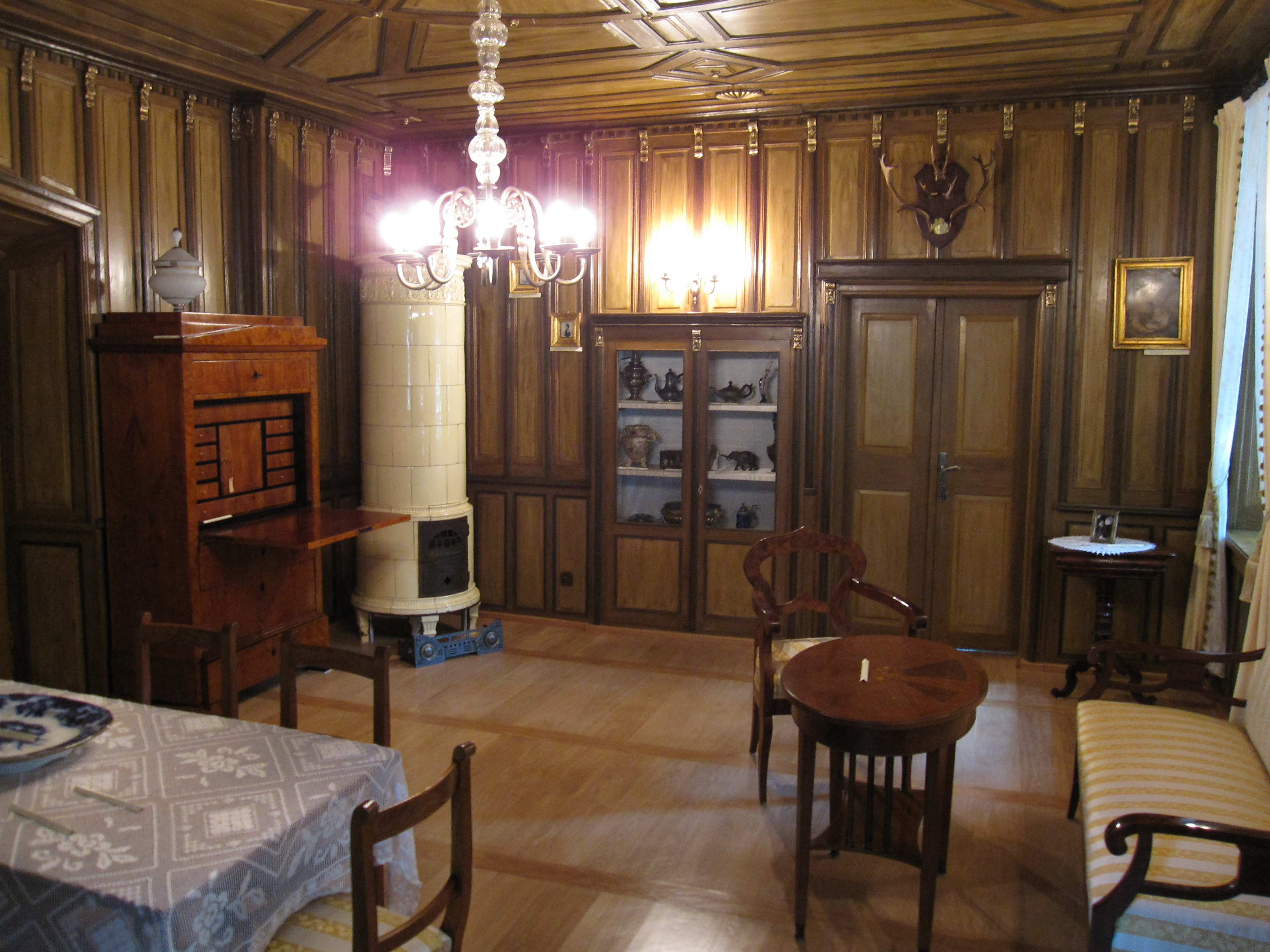
Camera biedermeier din Muzeul din Chrzanów (Polonia)

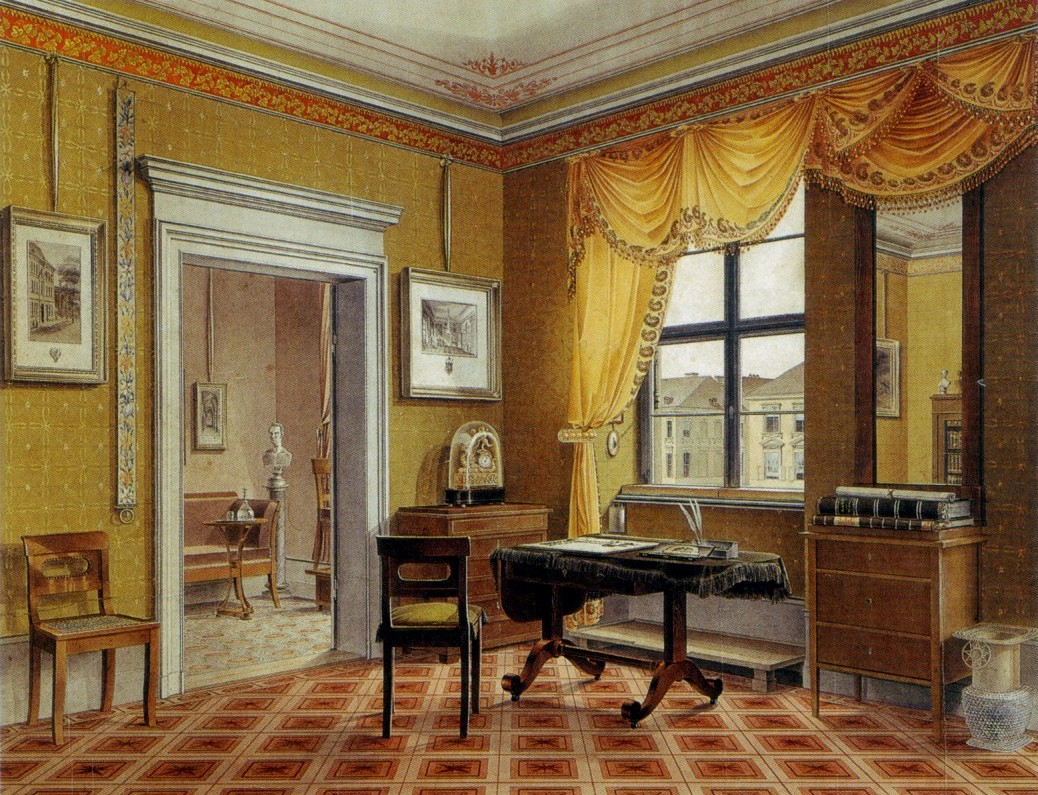
Zimmerbild (pictura unei camere) a unui interior biedermeier din Berlin: covoare montate, perdele în peste o fereastră unificată și o oglindă, și gravuri încadrate într-un stil clasicizat restrâns, c. 1825, de Leopold Zielcke (1791–1861)

Biedermeier a fost un stil german influent de design de mobilă care a evoluat între 1815 și 1848. Perioada s-a extins în Scandinavia, întrucât întreruperile cauzate de numeroase state care alcătuiau națiunea germană nu au fost unificate prin conducere de la Berlin până în 1871. Aceste lupte post-Biedermeier, influențate de istoricism, și-au creat propriile stiluri. De-a lungul perioadei, accentul a fost ținut pe liniile curate și ornamentația minimală, în concordanță cu baza biedermeier în principiile utilitare. Pe măsură ce perioada a progresat, totuși, stilul s-a mutat de la rebeliunea timpurie împotriva agitației din epoca romantică la comenzi din ce în ce mai ornamentate de către o clasă de mijloc în creștere, dornică să-și arate bogăția nou descoperită. Ideea de linii curate și posturi utilitare o să reapară în secolul al XX-lea, continuând până în prezent. Designul de mobilă biedermeier mijlociu până la târziu a reprezentat o vestire către istoricism și epoci de stiluri înviate (stilurile care încep cu „neo-”) căutate de mult. Creșterea clasei de mijloc a luat naștere în Revoluția Industrială din Marea Britanie și multe modele Biedermeier își datorează simplitatea liniilor georgiene din secolul al XIX-lea, deoarece proliferarea publicațiilor de design a ajuns în statele germane libere și în Austro-Ungaria.
Stilul biedermeier a fost o interpretare simplificată a influentului stil francez Empire al lui Napoleon, care a introdus romantismul stilurilor antice ale Imperiului Roman, adaptându-le la gospodăriile moderne de la începutul secolului al XIX-lea. Mobila biedermeier folosește materiale disponibile la nivel local, cum ar fi lumnul de cireș, frasin și stejar, mai degrabă decât cherestele scumpe, cum ar fi lemnul de mahon complet importat. În timp ce cheresteaua asta era disponibilă în apropierea porturilor comerciale ca Antwerp, Hamburg și Stockholm, era impozitată de fiecare dată când trecea printr-un alt principat. Aspectul ăsta a făcut ca mahonul să fie foarte scump, iar mult lemn local de cireș și de păr a fost colorat ca să imite varietățile mai scumpe. Din punct de vedere stilistic, mobila era foarte simplsită. Construirea sa a folosit idealul adevărului prin material, lucru care a influențat ulterior perioadele Bauhaus și Art Deco.
Multe designuri unice au fost create la Viena, în primul rând pentru că un tânăr ucenic a fost examinat cu privire la folosirea materialului, construirea, originalitatea designului și calitatea lucrărilor de cabinet, înainte de a fi admis în liga tâmplarilor maeștri aprobați. Mobila din perioada anterioară (1815-1830) a fost cea mai severă și neoclasică în inspirație. De asemenea, a furnizat cele mai fantastice forme de care nu aveau parte a doua jumătate a perioadei (1830–1848), fiind influențat de numeroasele publicații de stil din Marea Britanie. Mobila biedermeier a fost primul stil din lume care a emanat din creșterea clasei de mijloc. A precedat stilul victorian și a influențat în principal țările vorbitoare de limbă germană. În Suedia, Jean-Baptiste Bernadotte, pe care Napoleon la numit ambasador în Suedia pentru a-și abate ambițiile, și-a abandonat sprijinul pentru Napoleon într-o mișcare politică înțeleaptă. Mai târziu, după ce a fost adoptat de regele Suediei (care nu avea copii), el a devenit noul rege al Suediei cu numele Carol al XIV-lea Ioan. Stilul suedez Carol Ioan, similar cu biedermeier, și-a păstrat stilul elegant și flagrant napoleonian pe tot parcursul secolului al XIX-lea.
Mobila și stilul de viață biedermeier s-au axat pe expozițiile de la Muzeul de arte aplicate din Viena din 1896. Mulți vizitatori ai expoziției au fost atât de influențați de stilul acesta fantastic și de eleganța sa încât o nouă perioadă de înviere a stilului a devenit populară în Europa. Perioada aceasta a durat până când și-a luat avânt stilul Art Deco.
Perioada originală biedermeier s-a schimbat odată cu neliniștile politice din 1845-1848 (data sa de sfârșit). Odată cu revoluțiile din istoricismul european, mobila din ultimii ani ai perioadei a luat un stil wilhelminian sau victorian distinct.
Termenul „biedermeier” e, de asemenea, folosit pentru un stil de ceasuri realizate la Viena la începutul secolului al XIX-lea. Liniile curate și simple includeau o estetică ușoară și aerisită, în special în regulatorii vienezi din stilurile laterndluhr⁠(de)[traduceți] și dachluhr.

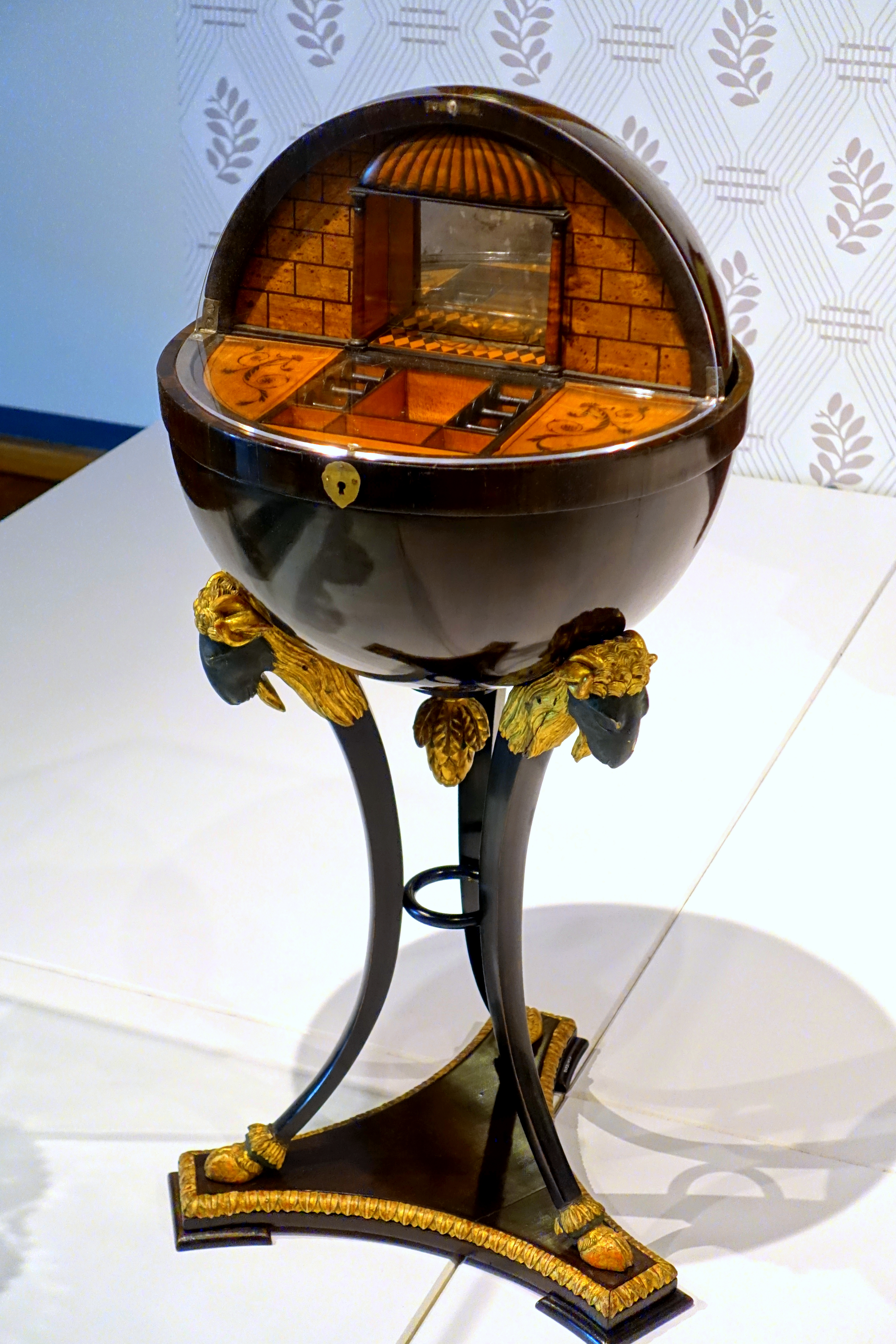
Masă de lucru în formă de glob; 1815-1820; diverse tipuri de lemn în unele părți aurit, oglindă, alamă; din Viena; Muzeul de Arte Frumoase din Montreal (Montreal, Canada)
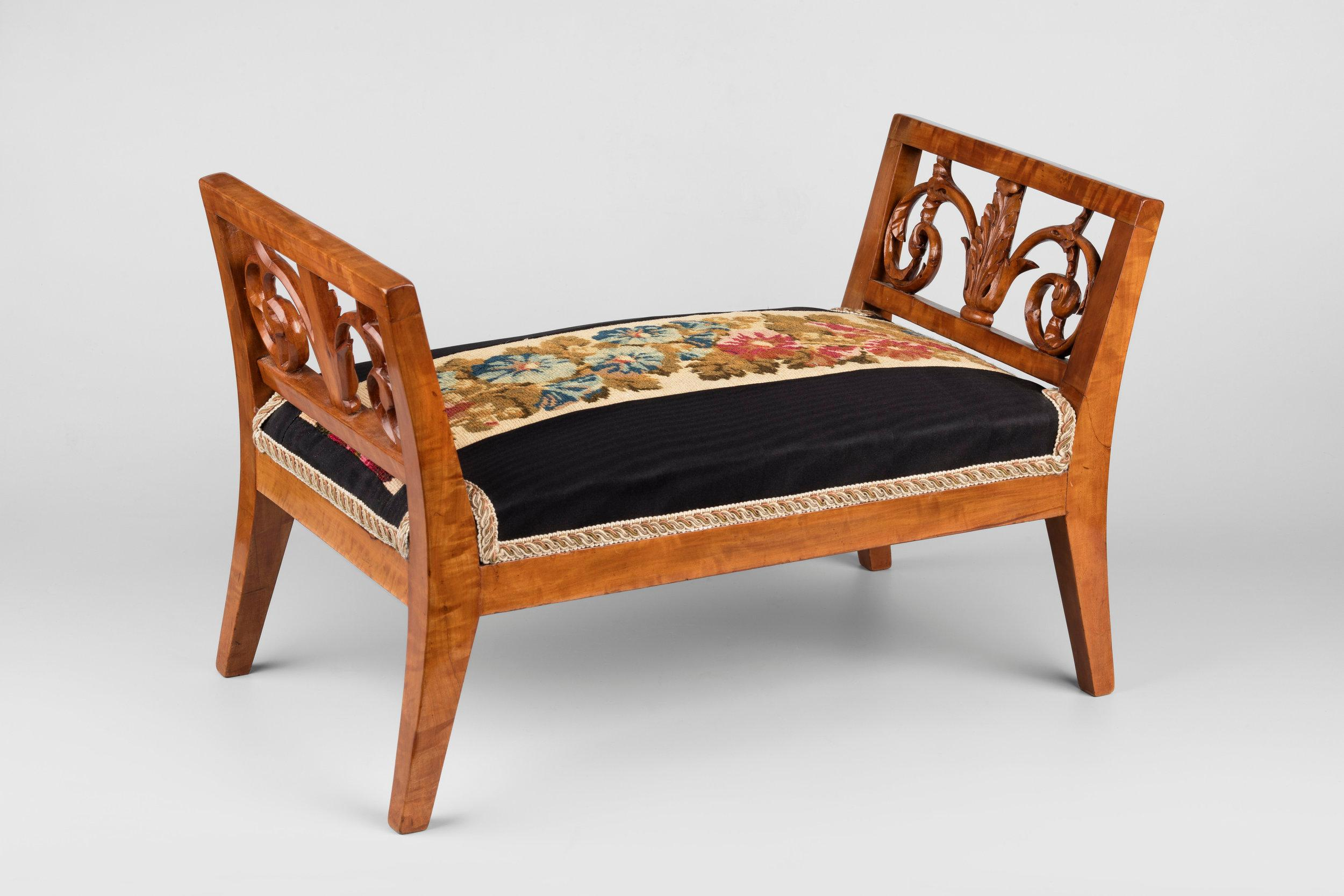
Taburet; 1820-1840; lemn și tapițerie; înâlțime: 29 cm, lățime: 46,3 cm; Muzeul Național din Varșovia (Varșovia, Polonia)
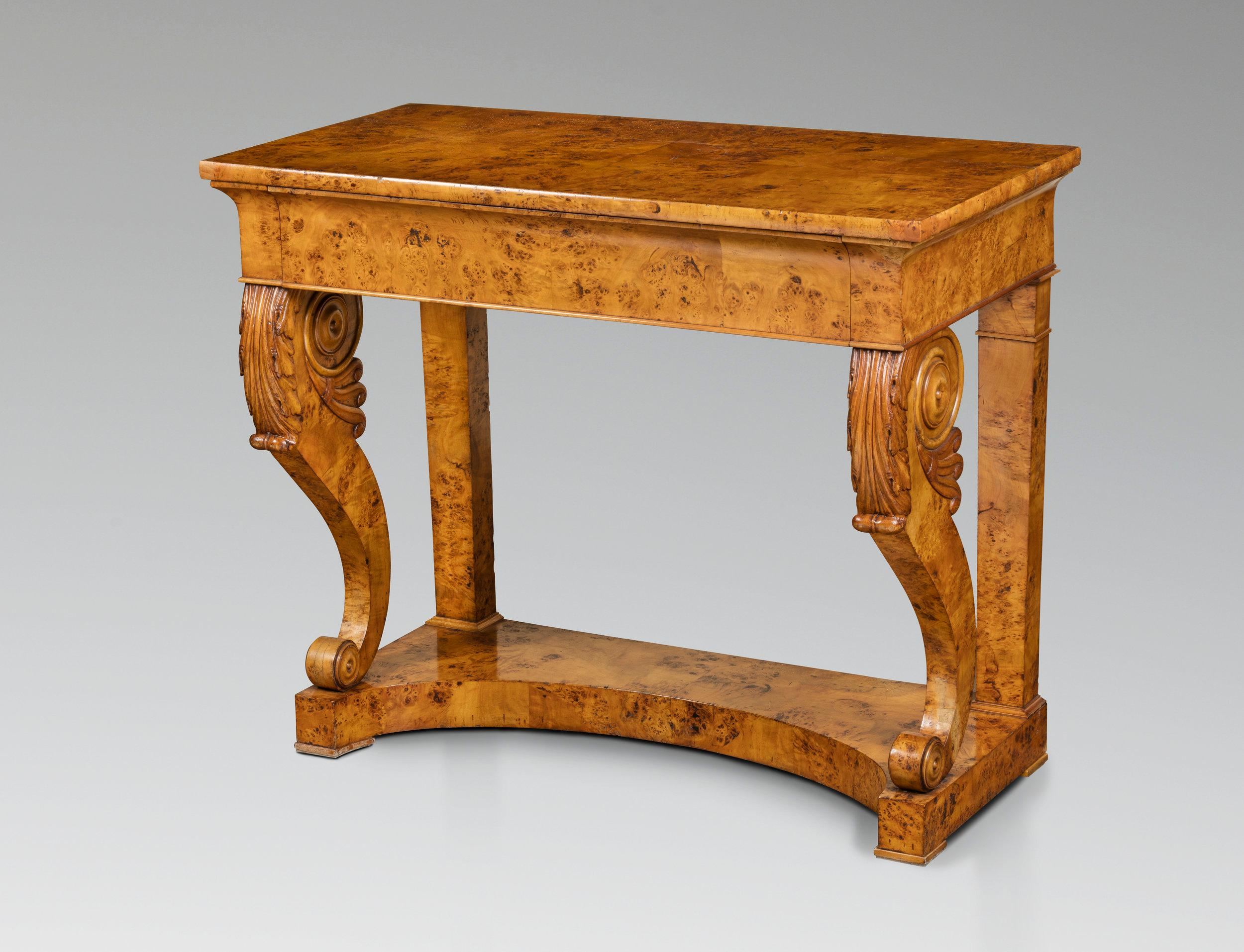
Consolă; 1825-1830; lemn furniruit; înălțime: 86,6 cm, lățime: 104,2 cm; Muzeul Național din Varșovia
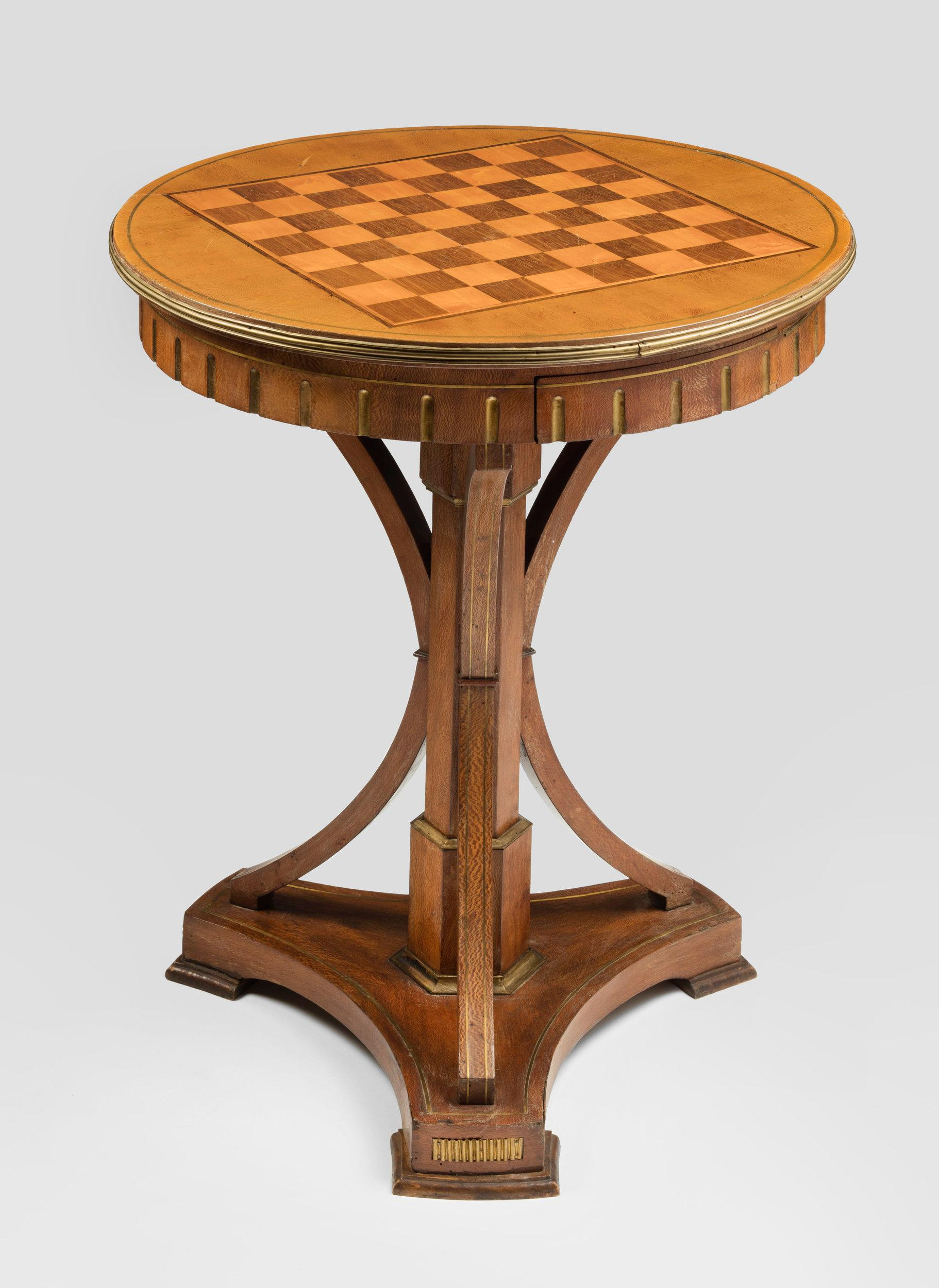
Masă de șah; 1825-1835; lemn furniruit și încrustat; înălțime: 77 cm; Muzeul Național din Varșovia

## Arhitectura

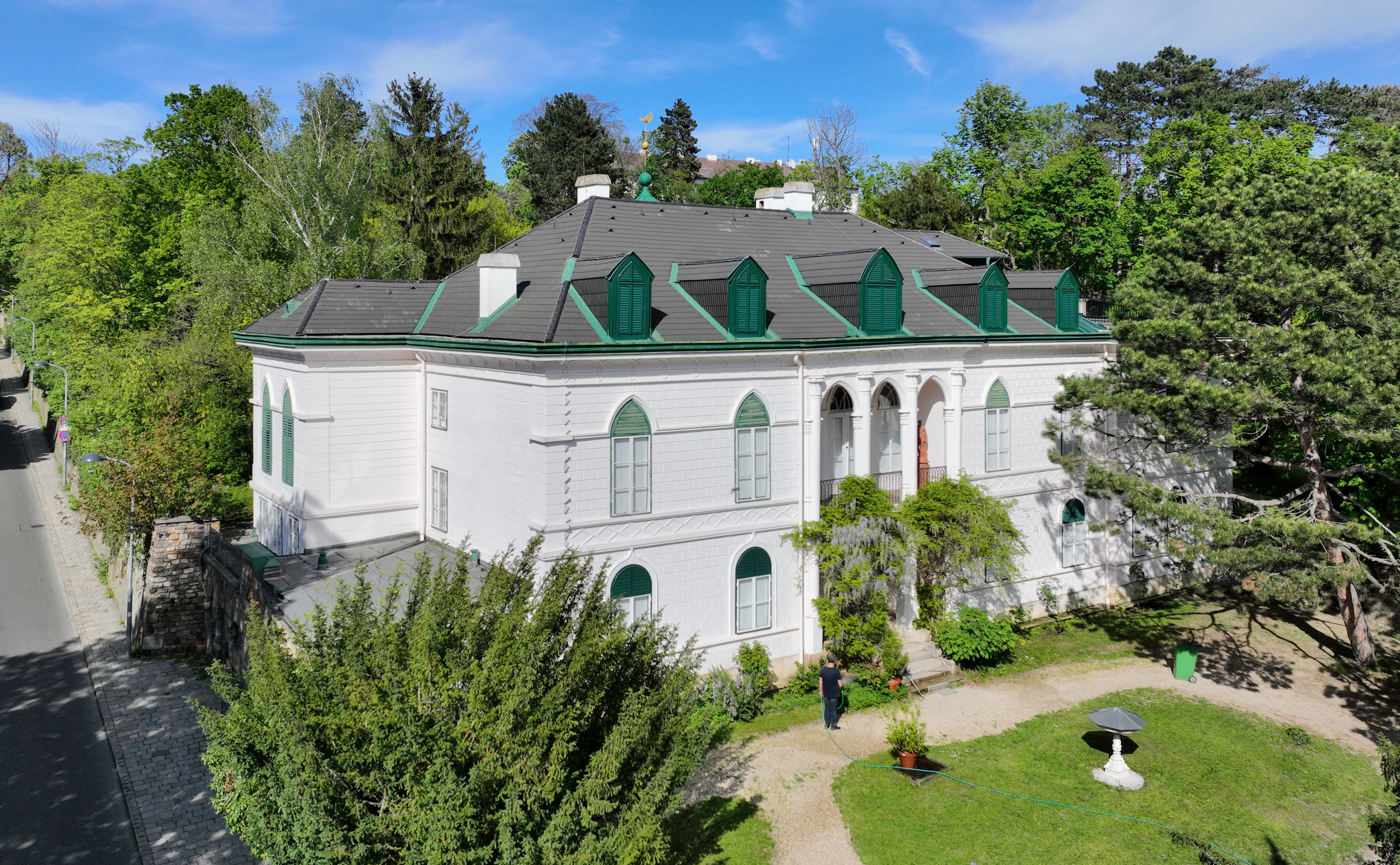
Geymüllerschlössel din Viena, construit în 1808, găzduiește azi colecția biedermeier a Muzeului de Arte Aplicate

Arhitectura biedermeier a fost marcată de simplitate, exemplificată de picturile lui Jakob Alt și Carl Spitzweg. Prin unitatea simplității și funcționalității, arhitectura neoclasică biedermeier a creat tendințe de influență crucială pentru Jugendstil, Bauhaus și arhitectura secolului XX.
Geymüllerschlössel din Viena a fost construit în 1808, găzduiește astăzi colecția Biedermeier a Muzeului de Arte Aplicate.
Stilul arhitectural polonez świdermajer a fost numit ca un joc pentru biedermeier.

## Artele vizuale

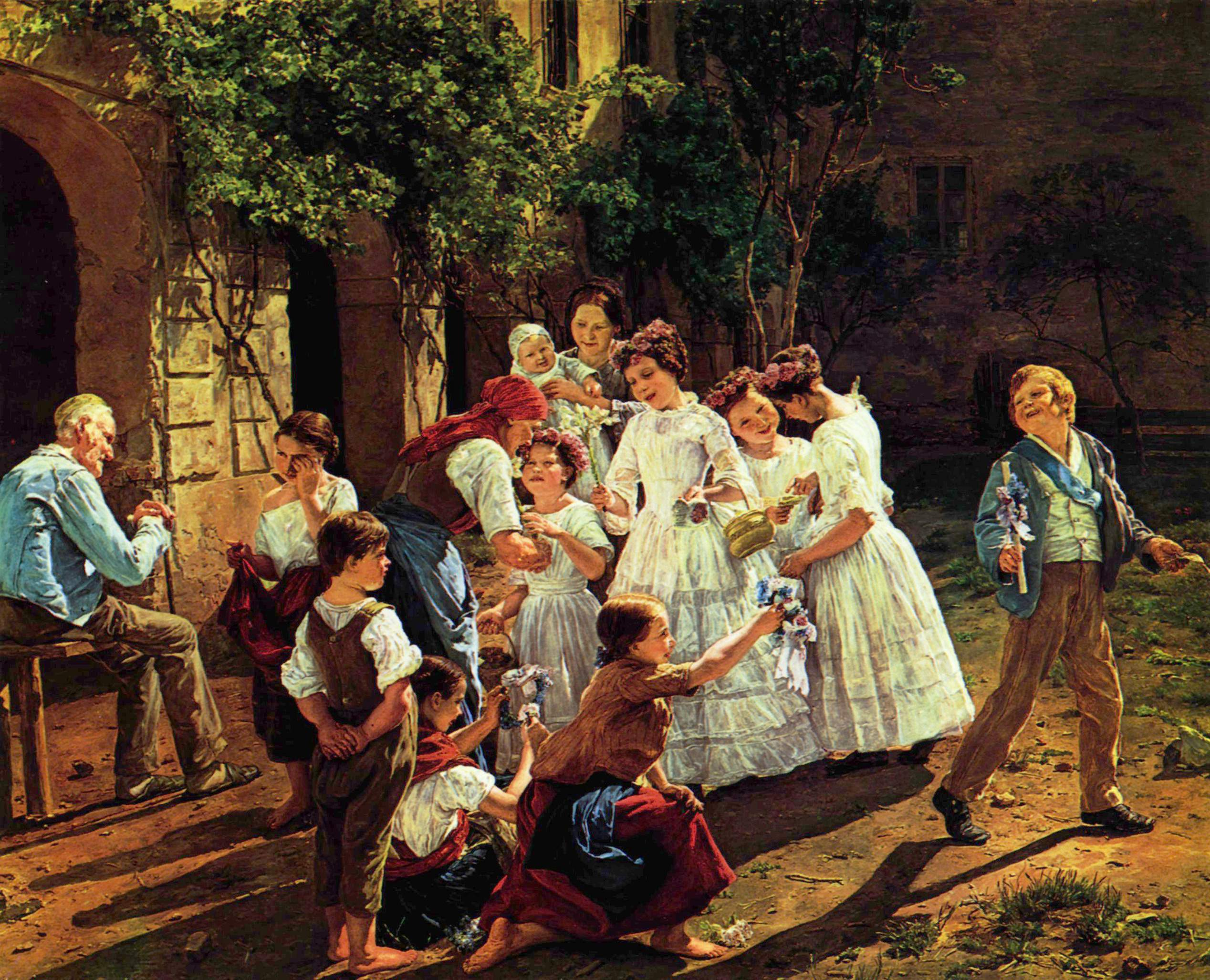
Am Fronleichnamsmorgen, de Ferdinand Georg Waldmüller (1857) e un exemplu al picturilor biedermeier care evocă armonie, încredere, și tradiție

Picturile austriece din epoca asta s-au caracterizat prin angajamentul de a descrie o viziune sentimentală și evlavioasă asupra lumii într-un mod realist. Temele biedermeier au întărit sentimentele de securitate, Gemütlichkeit, pietăți tradiționale și simplitate, evitând comentariile politice și sociale în timpul epocii. Astfel, tehnicile, chiar dacă au o natură clasică, au avut cea mai mare importanță ca să ajungă la o redare realistă. În ceea ce privește tema, tehnica a fost văzută nu numai ca un mediu narativ pentru spunerea trecutul în vignete anecdotice, ci și pentru a reprezenta prezentul.  Aceasta a format o unitate estetică evidențiată cel mai mult în portrete (de exemplu, Portretul Familiei Arthaber, 1837, de Friedrich von Amerling), peisaje (de exemplu, vezi peisajele Waldmüller sau Gauermann) și scene de gen contemporane (de exemplu, Controversa Antrenorilor, 1828, de Michael Neder).

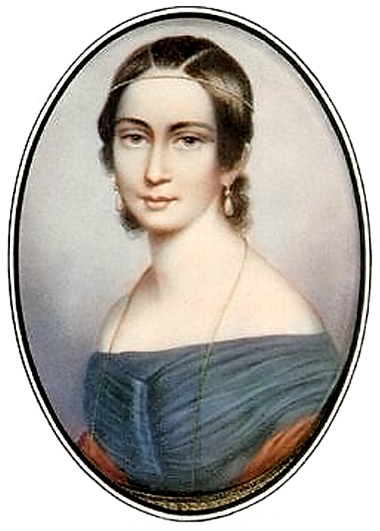
Compozitoarea Clara Schumann, portretizată în 1838 de Andreas Staub

Printre pictori cheie ai mișcării biedermeier se numără Carl Spitzweg (1808–1885), Ferdinand Georg Waldmüller (1795–1865), Henrik Weber (1818–1866), Josip Tominc (1780–1866), Friedrich von Amerling (1803–1887), Friedrich Gauermann (1807–1862), Johann Baptist Reiter (1813–1890), Peter Fendi (1796–1842), Michael Neder (1807–1882), Josef Danhauser (1805–1845), și Edmund Wodick (1806–1886).
Cea mai mare colecție de picturi vieneze biedermeier din lume e găzduită în prezent de Muzeul Palatului Belvedere din Viena.
În Danemarca, perioada biedermeier a corespuns cu Epoca de Aur a Danemarcei, o perioadă de producție creativă în țară care cuprinde picturile lui Christoffer Wilhelm Eckersberg și ale studenților săi, inclusiv Wilhelm Bendz, Christen Købke, Martinus Rørbye, Constantin Hansen și Wilhelm Marstrand, precum și sculpturi neoclasice inspirate din exemplarele lui Bertel Thorvaldsen. Perioada a văzut, de asemenea, dezvoltarea arhitecturii daneze în stilul neoclasic. Copenhaga, în special, a dobândit un aspect nou, cu clădiri proiectate de Christian Frederik Hansen și Michael Gottlieb Bindesbøll.

## Muzica
Biedermeier-ul în muzică a fost cel mai evident în numeroasele publicații pentru realizarea de muzică la domiciliu. Aranjamentele publicate din fragmente de operă, liedul german și câteva lucrări simfonice care ar putea sa fie interpretate la pian fără pregătire muzicală profesională, au ilustrat amploarea extinsă a muzicii în perioada asta. Compozitorii perioadei includ Ludwig van Beethoven, Franz Schubert, Gioachino Rossini, Felix Mendelssohn, Frederic Chopin, Robert Schumann și Franz Liszt.

## Ținuturile cehe
Perioada biedermeier a coincis cu mișcarea revigorării naționale cehe din zonele vorbitoare de cehă. Cei mai cunoscuți scriitori ai perioadei au fost Božena Němcová, Karel Hynek Mácha, František Ladislav Čelakovský, Václav Kliment Klicpera și Josef Kajetán Tyl. Pictorii cheie ai biedermeier-ului ceh au fost Josef Navrátil, Antonín Machek și Antonín Mánes. Peisajele, naturile moarte, curțile, scenele de familie și portretele erau foarte populare. Václav Tomášek a compus piese lirice de pian și cântece pentru versurile patriotice ale autorilor cehi. Biedermeier-ul s-a reflectat și în artele aplicate: sticlă și porțelan, modă, bijuterii și mobilă.

## Folosire curente
Termeni ca „Bionade-Biedermeier” sau „Generation Biedermeier” („Generația Biedermeier”) au fost creați ca să descrie paralele între biedermeier-ul istoric și prezentul german. Aluzia subiacentă e folosită și în formulări conexe, ca „Bionade-Bourgeoisie” („Burghezia-Bionade”). Shell Jugendstudie din 2010 a folosit termenul „Generation Biedermeier” pentru mainstream-ul generației tinere în 2010. Securitatea și fericirea privată erau atunci mai importante decât angajamentul politic.

## Legături externe
- Materiale media legate de Biedermeier la Wikimedia Commons